# Amarante (kommun), Brasilien
Amarante är en kommun i Brasilien.   Den ligger i delstaten Piauí, i den östra delen av landet, 1 200 km nordost om huvudstaden Brasília. Antalet invånare är 17 141.
Följande samhällen finns i Amarante:
- Amarante

Omgivningarna runt Amarante är huvudsakligen savann. Runt Amarante är det glesbefolkat, med 12 invånare per kvadratkilometer.